# Siluna ACE
MS "Siluna ACE" er en passagerbåd, der blev kontraheret af Moltzaus Tankrederi A/S for trafik i Sundbussernes regi mellem Helsingør og Helsingborg
Da Moltzau ikke på egen hånd kunne klar finansieringen af projektet blev der indgået et samarbejde med den norske skibsreder Axel Camillo Eitzen. Efter en rum tid overtog Eitzen rederiet der så blev omdøbt til Ace link.
| Skib | Spire Denne artikel om skibe eller både er en spire som bør udbygges. Du er velkommen til at hjælpe Wikipedia ved at udvide den. |